# Spétses, Dimos Spetses
Spétses är en kommunhuvudort i Grekland.   Den ligger i prefekturen Nomós Piraiós och regionen Attika, i den sydöstra delen av landet, 90 km sydväst om huvudstaden Aten. Spétses ligger 14 meter över havet och antalet invånare är 4 001. Den ligger på ön Nisí Spétses.
Terrängen runt Spétses är platt åt nordväst, men västerut är den kuperad. Havet är nära Spétses söderut.  Närmaste större samhälle är Kranídi, 13,1 km norr om Spétses. 